# Kinder der Straße (film 1929)
Kinder der Straße è un film muto del 1929 diretto da Carl Boese che aveva come interpreti principali Lissy Arna, Heinrich George e Rudolf Biebrach. La sceneggiatura si basa sul lavoro teatrale di Hans Rehfisch.

## Produzione
Il film fu prodotto dalla berlinese Carl Boese-Film GmbH.

## Distribuzione
Distribuito dalla National-Film, fu presentato a Berlino nel febbraio 1929.